# Ivan Radeljić
Ivan Radeljić (Imotski, 14 september 1980) is een Bosnisch-Kroatisch gewezen voetballer.

## Voetbalelftal van Bosnië en Herzegovina
Ivan Radeljić debuteerde in 2007 in het voetbalelftal van Bosnië en Herzegovina en speelde 10 interlands.